# The Poison Pen
The Poison Pen è un film muto del 1919 scritto e diretto da Edwin August. Prodotto e distribuito dalla World Film, era interpretato da June Elvidge, Earl Metcalfe, Joseph W. Smiley.

## Trama
La piccola città di Queenstead viene messa in subbuglio da una serie di lettere anonime che creano scompiglio con le loro accuse velenose su eminenti esponenti della comunità locale. Allayne, la figlia del vescovo Filber, mentre sta per sposarsi, sviene durante la cerimonia di nozze ai piedi dell'altare, dopo aver ricevuto una di quelle missive. Dalla città, vengono chiamati due investigatori che, al loro arrivo, si mettono a indagare sul caso. Improvvisamente, le cose si complicano quando un bambino, il figlio di Morton Wells, viene rapito. Gli investigatori passano la notte nella casa di Filber. Scoprono così che è proprio Allayne l'autrice delle lettere quando la sorprendono mentre ne sta scrivendo una in stato di sonnambulismo. Si rendono conto che la ragazza soffre di uno sdoppiamento della personalità, incosciente di quello che fa. Uno specialista, cui è stato affidata per essere curata, la sottopone a sedute di ipnosi che riescono a guarirla. Ora Allayne potrà finalmente anche sposarsi, liberata dai suoi incubi. Gli investigatori, intanto, catturano i rapitori e recuperano il bambino scomparso.

## Produzione
Il film fu prodotto dalla World Film.

## Distribuzione
Il copyright del film, richiesto dalla World Film Corp., fu registrato il 10 novembre 1919 con il numero LU14428.
Distribuito dalla World Film e dalla Republic Distributing Corporation, il film uscì nelle sale cinematografiche statunitensi il 10 novembre 1919.
Non si conoscono copie ancora esistenti della pellicola che viene considerata presumibilmente perduta.